# Discographie de The xx
La discographie du groupe de rock britannique The xx est composée de 3 albums studio et de 6 singles.

## Albums

### Albums studio
| xx                                         | - Sortie : 17 août 2009 - Label : Young Turks - Formats : CD, Téléchargeme bt d    | 3 | 40 | 9 | 41 | 35 | 54 | 14 | 13 | 39 | 92 | - Royaume-Uni : Platine - France : Or - Australie : Or |
| Coexist                                    | - Sortie : 5 septembre 2012 - Label : Young Turks - Formats : CD, digital download | 1 | 2  | 1 | 3  | 2  | 3  | 3  | 1  | 4  | 5  | - Royaume-Uni : Or                                     |
| I See You                                  | - Sortie : 13 janvier 2017 - Label : Young Turks - Formats : CD, digital download  | 1 | 1  | 1 | 2  | 5  | 1  | 1  | 3  | 4  | 2  | - Royaume-Uni : Argent                                 |
| "—" signifie que l'album n'est pas classé. |                                                                                    |   |    |   |    |    |    |    |    |    |    |                                                        |

## Singles et extended plays

### Singles classés
| Année                                                              | Titre                     | Meilleure position | Meilleure position | Meilleure position | Meilleure position | Meilleure position | Meilleure position | Meilleure position | Album   |
| Année                                                              | Titre                     | Royaume-Uni        | Royaume-Uni Indie  | Australie          | Belgique (Fl)      | France             | Irlade             | États-Unis Alt     | Album   |
| ------------------------------------------------------------------ | ------------------------- | ------------------ | ------------------ | ------------------ | ------------------ | ------------------ | ------------------ | ------------------ | ------- |
| 2009                                                               | Crystalised (and reissue) | 108                | 14                 | —                  | —                  | —                  | —                  | 37                 | xx      |
| 2009                                                               | Basic Space               | —                  | —                  | —                  | —                  | —                  | —                  | —                  | xx      |
| 2009                                                               | Islands (and reissue)     | 34                 | 3                  | —                  | 16                 | 90                 | —                  | —                  | xx      |
| 2010                                                               | VCR                       | 132                | 15                 | —                  | —                  | —                  | —                  | —                  | xx      |
| 2012                                                               | Angels                    | 43                 | 2                  | 46                 | 29                 | 102                | 70                 | —                  | Coexist |
| 2012                                                               | Chained                   | —                  | —                  | —                  | 63                 | —                  | —                  | —                  | Coexist |
| "—" signifie que le single n'est pas classé ou sorti dans le pays. |                           |                    |                    |                    |                    |                    |                    |                    |         |

### Autres chansons classées
| Année | Titre | Meilleure position | Meilleure position | Meilleure position | Album |
| Année | Titre | Royaume-Uni        | Royaume-Uni Indie  | France             | Album |
| ----- | ----- | ------------------ | ------------------ | ------------------ | ----- |
| 2010  | Intro | 161                | 34                 | 190                | xx    |

### Historique de sortie
| Année | Titre                 | Type   | Date             | Label       | Album   |
| ----- | --------------------- | ------ | ---------------- | ----------- | ------- |
| 2009  | Crystalised           | Single | 27 avril 2009    | Young Turks | xx      |
| 2009  | Basic Space           | Single | 3 août 2009      | Young Turks | xx      |
| 2009  | Basic Space (Remixes) | EP     | 6 septembre 2009 | Young Turks | xx      |
| 2009  | Islands               | Single | 26 octobre 2009  | Young Turks | xx      |
| 2010  | VCR                   | Single | 24 janvier 2010  | Young Turks | xx      |
| 2010  | Islands (Remixes)     | EP     | 8 février 2010   | Young Turks | xx      |
| 2010  | Tour Only             | EP     | août 2010        | Young Turks | xx      |
| 2010  | Crystalised - Remixed | EP     | 11 octobre 2010  | Young Turks | xx      |
| 2011  | Shelter / Night Time  | EP     | 7 mars 2011      | Young Turks | xx      |
| 2012  | Angels                | Single | 17 juillet 2012  | Young Turks | Coexist |
| 2012  | Chained               | Single | 7 août 2012      | Young Turks | Coexist |

## Remixes
| Année | Artiste                  | Chanson             | Titre                                    |
| ----- | ------------------------ | ------------------- | ---------------------------------------- |
| 2009  | Florence and the Machine | You've Got the Love | Jamie xx Re-work feat. The xx            |
| 2009  | Jack Penate              | Pull My Heart Away  | Jamie xx Remix                           |
| 2009  | Magic Wands              | Warrior             | The xx Remix                             |
| 2009  | The xx                   | Basic Space         | Jamie xx Space Bass Mix                  |
| 2009  | The xx                   | Blood Red Moon      | Jamie xx Bootleg                         |
| 2009  | The xx                   | Hot Like Fire       | Jamie xx Edit                            |
| 2009  | The xx                   | Islands             | Jamie xx Remix                           |
| 2010  | Glasser                  | Tremel              | Jamie xx Remix                           |
| 2010  | Nosaj Thing              | Fog                 | Jamie xx Remix                           |
| 2010  | Yacht                    | The Afterlife       | The xx Remix                             |
| 2011  | Adele                    | Rolling in the Deep | Jamie xx Shuffle                         |
| 2011  | FaltyDL                  | Hip Love            | Jamie xx Rework                          |
| 2011  | Holly Miranda            | Slow Burn Treason   | Jamie xx Remix                           |
| 2011  | Radiohead                | Bloom               | Jamie xx Rework et Jamie xx Rework Pt. 3 |
| 2011  | Rui da Silva             | Touch Me            | Jamie xx Remix                           |
| 2012  | Four Tet                 | Lion                | Jamie xx Remix                           |
| 2012  | The xx                   | Reconsider          | Jamie xx Remix                           |
| 2012  | The xx                   | Sunset              | Jamie xx Edit                            |
| 2013  | The xx                   | Missing             | Jamie xx Remix                           |
| 2017  | The xx                   | On Hold             | Jamie xx Remix                           |

## Clips video
| Année | Vidéo       | Directeur                    |
| ----- | ----------- | ---------------------------- |
| 2009  | Crystalised | Alex Flick et Masato Riesser |
| 2009  | Basic Space | Anthony Dickenson            |
| 2009  | Islands     | Saam Farahmand               |
| 2010  | VCR         | Marcus Söderlund             |

- «Teardrops»
- «Infinity»
- «Heart Skipped A Beat»
- «Night Time»
- «Stars»
- «Shelter»

## Autres apparitions
- Jamie xx's travail solo (inclus dans l'album We're New Here)
- Kwesachu – Closer (feat. Romy Madley Croft) (2009) [14],[15]
- Creep - Days (feat. Romy Madley Croft) (2010)
- TV Series Person of Interest S1E5 Judgement Ending Intro

## Démos
- Blood Red Moon (2009)
- Open Eyes (2011)

## Reprises
Reprise de The xx
- Aaliyah - Hot Like Fire (2010) (sortie sur le bonus CD de l'album xx)
- Paleface feat. Kyla - Do You Mind? (2010) (sortie sur le bonus CD de l'album xx)
- Robin S. - Show Me Love (2010)
- Sandra Dee - Blood Red Moon (2010) (sortie sur le bonus CD de l'album xx)
- Womack & Womack - Teardrops (2010) (sortie sur le bonus CD de l'album xx)

Les chansons de The xx reprises
- Gorillaz - Crystalised (2010)
- OMD - VCR (2010)
- Shakira - Islands (2010)
- The Antlers - VCR (2010)
- Birdy - Shelter (2011)
- Hercules and Love Affair - Shelter (2011)
- Spit Syndicate - See Me Now (2011)
- Tracey Thorn - Night Time (2011)

Chansons samplées
- Blue Scholars - Lumiere (2010)
- wait what - The Notorious xx (2010) (album de mashup, The Notorious B.I.G. vs. The xx)
- Rihanna - Drunk on Love (2011)